# 克萊門斯·拉普
克萊門斯·拉普（德語：Clemens Rapp；1989年7月14日—）是一位德國游泳運動員。他代表德國參加了2012年倫敦奧運會的4×200米接力的比賽。他也參加過歐洲游泳錦標賽等賽事。